# Économie de la Dominique
 (novembre 2011).
Si vous disposez d'ouvrages ou d'articles de référence ou si vous connaissez des sites web de qualité traitant du thème abordé ici, merci de compléter l'article en donnant les références utiles à sa vérifiabilité et en les liant à la section « Notes et références ».
L'économie de la Dominique dépend essentiellement du tourisme (avec ses 80 000 touristes annuels, l'île pourrait passer pour le parent pauvre des Antilles, face à la Martinique et à la Guadeloupe qui en accueillent chaque année près d'un million) et de l'agriculture. En effet, l'agriculture, principalement la banane, représente 18 % du PIB et emploie 28 % de la main-d'œuvre.
L'importance de l'agriculture dans l'économie rend celle-ci vulnérable aux conditions climatiques, notamment aux tempêtes tropicales. Ainsi, en septembre 1995, l'ouragan Luis a dévasté la récolte de bananes de la Dominique, après qu'en 1995, une autre tempête tropicale eut détruit un quart de la récolte.
Le développement du tourisme reste difficile en raison de l'absence de plages de qualité et d'un aéroport de classe internationale.
L'économie est toutefois repartie en 1998, tirée par la bonne santé des secteurs de la construction, de la production de savon, et du tourisme ainsi que des réformes économiques (libéralisation des prix, par exemple). Le gouvernement essaye également de développer le secteur financier off-shore afin de diversifier l'économie insulaire.
Néanmoins, l'économie dominiquaise reste marquée par un taux de pauvreté élevé (30 %), de chômage élevé (23 %) et un PIB par habitant plutôt faible (5500 USD en 2003).

## Environnement international
La Dominique est un membre de l'Union monétaire la Caraïbe orientale (ECCU). La banque centrale de la Caraïbe orientale (ECCB) émet une devise commune à chacun des huit membres de l'ECCU, le dollar de la Caraïbe orientale. L'ECCB contrôle également la politique monétaire, et réglemente et contrôle les activités bancaires des pays membres.
La Dominique est également un membre du Caricom, marché commun de la communauté, de l'organisation des États de la Caraïbe orientale (OECS), organisme régional de coopération ainsi que de l'Alternative bolivarienne pour les Amériques (ALBA) fondée sous l'impulsion du président vénézuélien Hugo Chávez .
Par ailleurs, la Dominique bénéficie des traités économiques suivants :
- Union européenne : fait partie des pays ACP (préférences tarifaires pour l'accès au marché européen)
- États-Unis : bénéficiaire de la Caribbean Basin Initiative (CBI), accord commercial préférentiel

## Agriculture
L'agriculture occupe 40 % de la main-d'œuvre dominiquaise. Les principaux produits agricoles d'exportations sont la banane, le tabac, les légumes, le citron, le coprah, l'huile de noix de coco, et des huiles essentielles telles que l'essence de laurier. Ce secteur est fortement vulnérable aux conditions climatiques et aux cours internationaux des denrées agricoles.
La banane est le produit d'exportation principal de la Dominique.
L'Union européenne a restreint l'accès privilégié des bananes ACP à ses marchés, faisant ainsi tomber la demande de banane dominiquaise.
Le gouvernement dominiquais a privatisé son industrie bananière, pour essayer de la rendre plus compétitive car la valeur des exportations de banane est tombée d'environ à 44 % de la valeur totale des exportations en 1994 à moins de à 25 % en 1998.
La diversification agricole est une priorité du gouvernement dominiquais. Cela s'est traduit par l'exportation de petites quantités de nouvelles productions comme les agrumes, les légumes et la mise en culture sur l'île du café, du patchouli, de l'aloès vera, des fleurs, et de fruits exotiques comme les mangues, des goyaves, et des papayes.

## Industrie
Le pays reste relativement peu industrialisé (32 % de la main-d'œuvre, 24 % du PIB). On note comme produit fabriqué localement :
– le savon ;
– les meubles ;
– le ciment ;
– la chaussure.

## Énergie
En 2001, la Dominique produisait 0,062 TWh d'électricité pour 19 MW de puissance installée. 48,4 % d'origine diesel et 51,6 % d'origine hydraulique grâce à trois barrages hydroélectriques.
La Dominica Electrical Services (DOMLEC) possède un monopole sur la production, le transport et la distribution d'électricité à la Dominique. La Dominica Geothermal Power Company travaille à un projet de production électrique d'une puissance de 10 MW, le tout à partir d'une source géothermique sous-marine, à plus de 1000 mètres de fond dans la zone de la Soufrière. L'entreprise vendrait sa production à la DOMLEC. (2001)

## Tourisme
Le gouvernement essaye également de développer le tourisme, particulièrement l'écotourisme.
Néanmoins, le manque d'un grand aéroport international ou de plages sablonneuses limitent le développement du tourisme classique. C'est pourquoi l'île mise sur l'écotourisme, grâce à son environnement préservé, ses forêts et ses paysages car l'île a relativement échappé au bétonnage massif comme ses consœurs des Antilles.
Les escales de bateau de croisière ont augmenté grâce à l'acquisition d'équipements portuaires modernes dans la capitale Roseau.

## Services financiers
La Dominique a récemment modifié[Quand ?] sa législation pour accéder au marché des services financiers off-shore. Néanmoins, les différentes mesures prises par le gouvernement pour éviter le blanchiment d'argent rendent encore son développement timide.

## Divers
La Dominique bénéficie d'un apport de devise grâce à l'université de médecine offshore, l'université Ross, dans la ville de Portsmouth au nord de l'île. Elle accueille environ 900 étudiants, majoritairement américains.